# Liane (Pflanze)

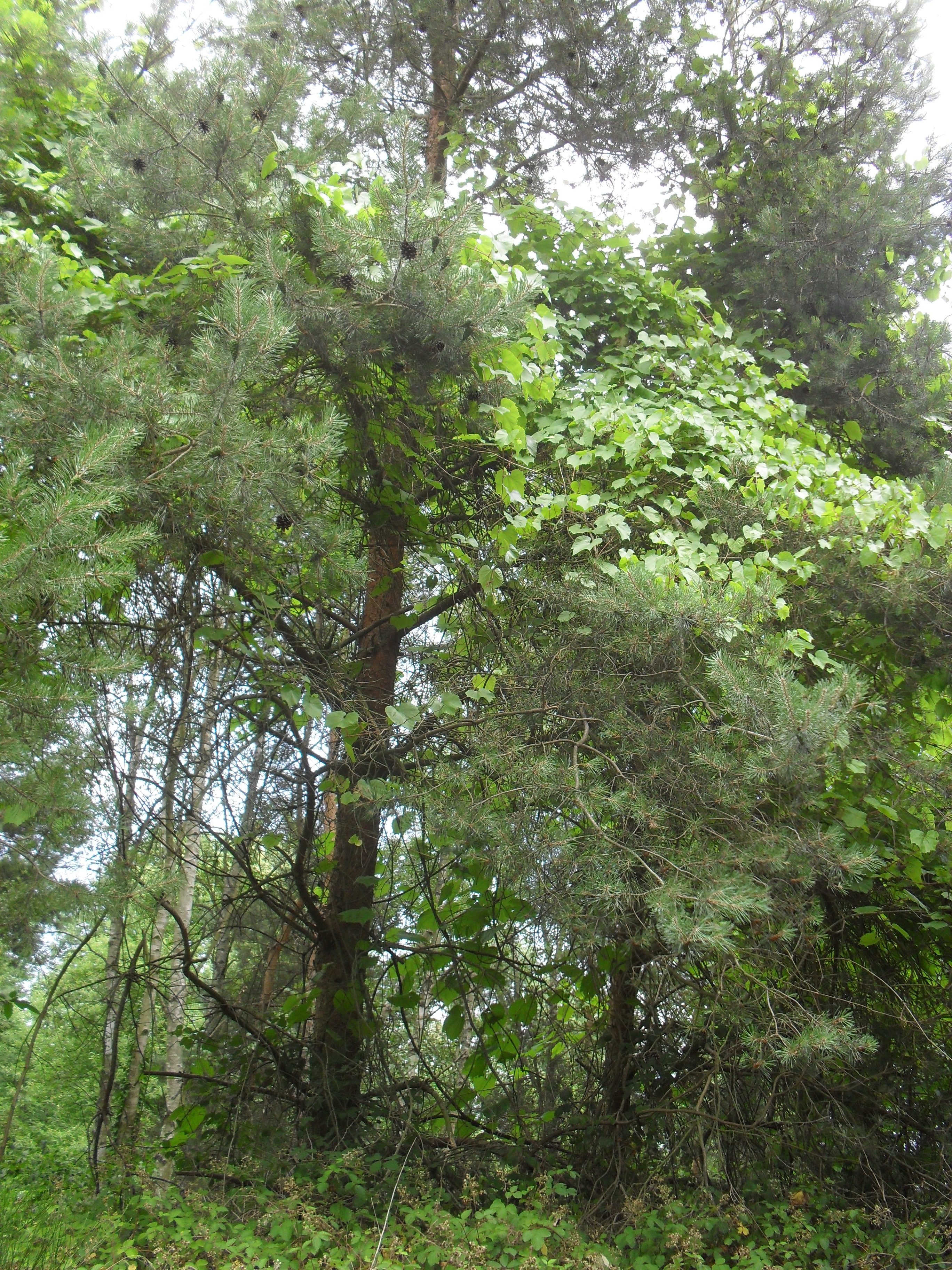
Weinrebe (Vitis vinifera) in ihrer natürlichen Wuchsform als Liane

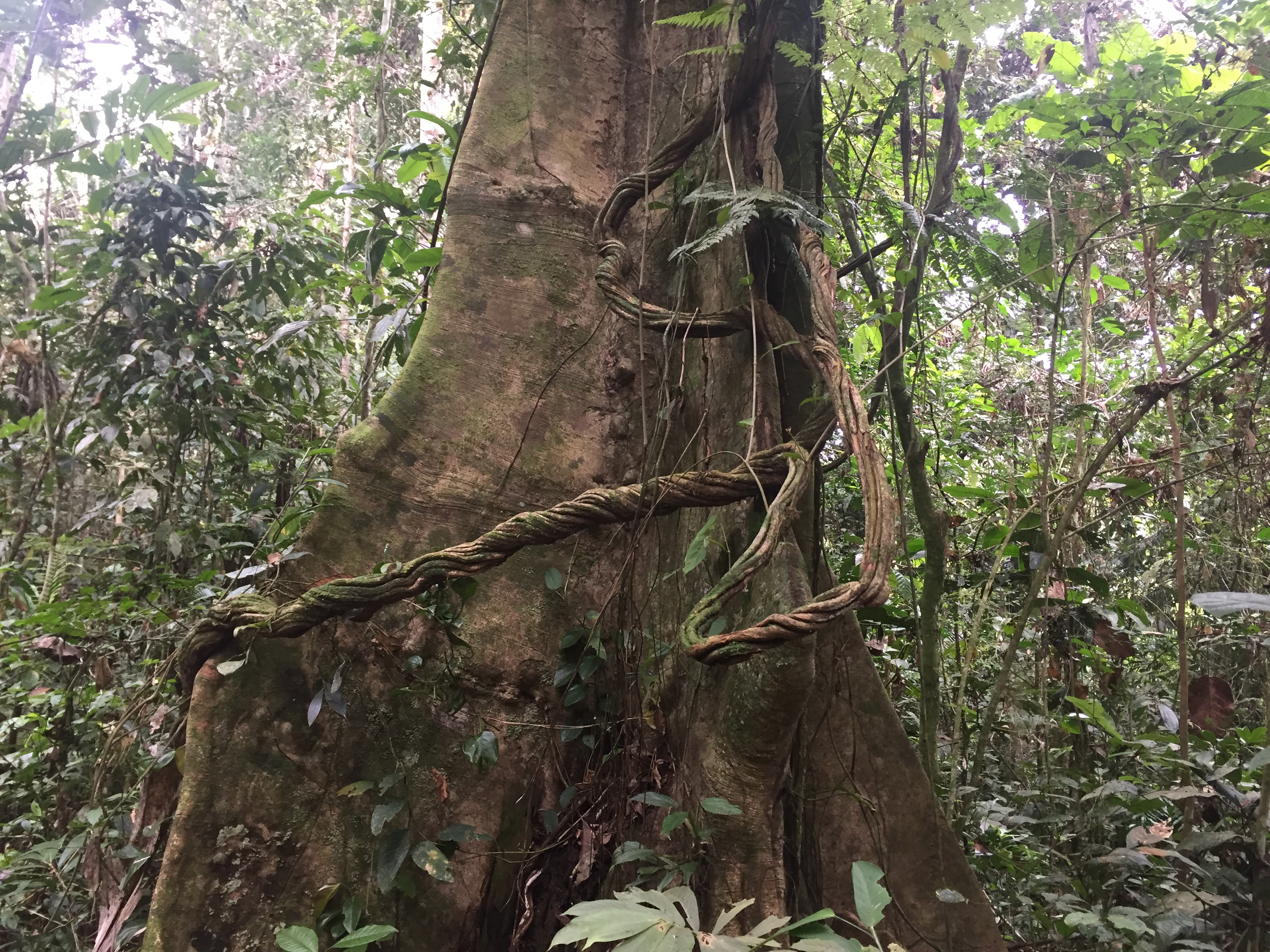
Liane im Wildtier-Reservat Cuyabeno, Ecuador

Lianen sind Kletterpflanzen mit in der Regel verholzendem Stamm, die im Boden wurzeln und an Bäumen oder anderen senkrechten Gebilden emporklettern. Lianen sind keine natürliche, stammesgeschichtliche Verwandtschaftsgruppe, also kein Taxon, sondern sie sind ein Lebensformtyp, der in verschiedenen Taxa konvergent und in unterschiedlicher Ausprägung entstanden ist.
Bei den Lianen lassen sich mehrere Typen unterscheiden: Einige Kletterpflanzen umwinden den Träger in mehr oder weniger zahlreichen Windungen (Winde- oder Schlingpflanzen). Die Drehrichtung, der Windesinn, ist dabei je nach Verwandtschaftsgruppe in aller Regel genetisch festgelegt.
- Rankpflanzen (z. B. Erbsen, Bohnen, Zierkürbis, Passionsblumen, Waldreben und Weinreben) bilden meist spross- oder blattbürtige Rankorgane.
- Andere Lianen halten sich mit Haftwurzeln (Wurzelkletterer, z. B. Gemeiner Efeu) oder Haftscheiben (z. B. Jungfernreben) fest.
- Spreizklimmer (z. B. Brombeeren, Kletterrosen, Kletten-Labkraut, Winter-Jasmin und Stechwinden) verstreben ihre Äste mit den Trägerpflanzen durch seitliche Ausbreitung, wobei Hilfsorgane wie Kletterhaare, Klimmhäkchen oder Dornen ein Zurückrutschen verhindern. [2]

Lianen entgehen dem Lichtmangel in der Nähe des Erdbodens, ohne einen massiven Stamm ausbilden zu müssen. Sie sind keine Schmarotzer, entziehen also der Trägerpflanze weder Nährstoffe noch Wasser. Zu deren Beeinträchtigung kann es aber durch Lichtentzug oben, durch Wasser- und Nährstoffkonkurrenz im Wurzelraum oder durch das Eigengewicht der Liane selbst kommen, besonders wenn die Trägerpflanzen bereits durch Krankheit geschwächt sind. Aufgrund der Häufigkeit solcher Kletterpflanzen im Regenwald können Lianen dort etwa die Hälfte der Blätterfläche ausmachen. Viele Lianen im tropischen Regenwald bilden Luftwurzeln aus. Wasserlianen können auf einem Meter Länge ein halbes Glas trinkbares Wasser speichern.
Besonders zahlreich sind Lianen im tropischen Regenwald vertreten. Als in Mitteleuropa heimische Lianen kommen u. a. Weinreben, Hopfen, Efeu, manche Brombeer-Arten, Waldreben und Geißblatt vor. An Hausfassaden und Pergolen bei uns gärtnerisch eingebrachte und wegen ihrer Blütenpracht beliebte, allerdings gewichtige Lianen sind die Blauregen-Arten.